# Železniční trať Nairobi–Malaba
Železniční trať Nairobi–Malaba je železnice normálního rozchodu, která spojuje keňské hlavní město Nairobi s Malabou na hranici s Ugandou. Počítá se s tím, že se trať napojí na plánovanou síť železnic s normálním rozchodem v Ugandě a dále ve Rwandě, Burundi, Jižním Súdánu a na východě Demokratické republiky Kongo v rámci rozvoje východoafrických železnic.
Projekt s rozpočtem 700 miliard šilinků (7 miliard USD) je budován po etapách. Úsek Nairobi – Suswa byl slavnostně otevřen 16. října 2019.  Úsek  Suswa – Kisumu má následovat a poslední úsek Kisumu – Malaba má uzavřít výstavbu keňské železnice normálního rozchodu.

## Trať

### Úsek Nairobi – Suswa
Úsek začíná ve stanici Nairobi Terminus v Syokimau, poblíž mezinárodního letiště Jomo Kenyatty, a končí ve stanici Suswa a má délku 120 km. Jeho rozpočet byl 150 miliard šilinků (1,5 miliardy USD). Generálním dodavatelem je China Communication Construction Company (CCCC). Prezident Kenyatta tento úsek slavnostně otevřel 16. května 2019 ve stanici Maai Mahiu. Mezilehlé stanice jsou Ongata Rongai a Ngong. Tento úsek překračuje národní park Nairobi mostem mezi stanicemi Nairobi Terminus a Ongata Rongai. 

### Úsek Suswa – Kisumu
Úsek o délce 262 km prochází městy Suswa, Narok, Bomet, Nyamira a končí v Kisumu. Rozpočet úseku je 370 miliard šilinků (3,7 miliardy USD). Financování projektu zajišťuje banka Zhōngguó Jìnchūkǒu Yínháng půjčkou.
V ceně je zahrnuta i modernizaci přístavu v Kisumu, která podpoří lodní nákladní dopravu nákladu na Viktoriině jezeře, a to do Mwanzy a Musomy v Tanzanii, Bukase, Port Bellu a Jinje v Ugandě.

### Úsek Kisumu – Malaba
Mezi Kisumu a Malabou prochází trať městy Yala a Mumias a má délku 107 km. Předpokládá se, že stavbu bude financovat banka Zhōngguó Jìnchūkǒu Yínháng, protože se tak zavázala při výstavbě sousedního úseku v Ugandě (Malaba – Kampala). Očekávalo se, že dohoda o financování bude podepsána v září 2018 v Pekingu.

## Galerie

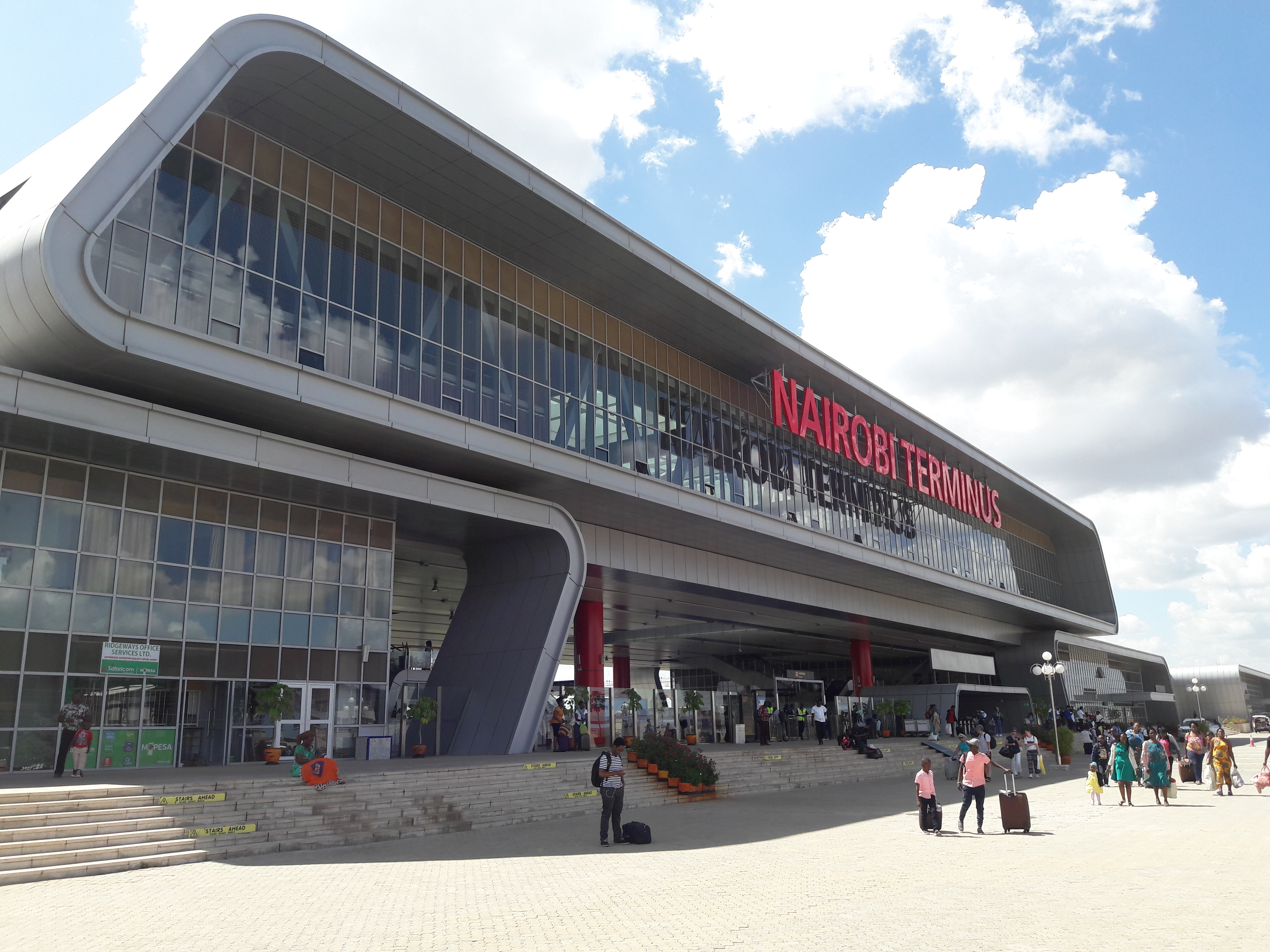
Nádraží Nairobi Terminus
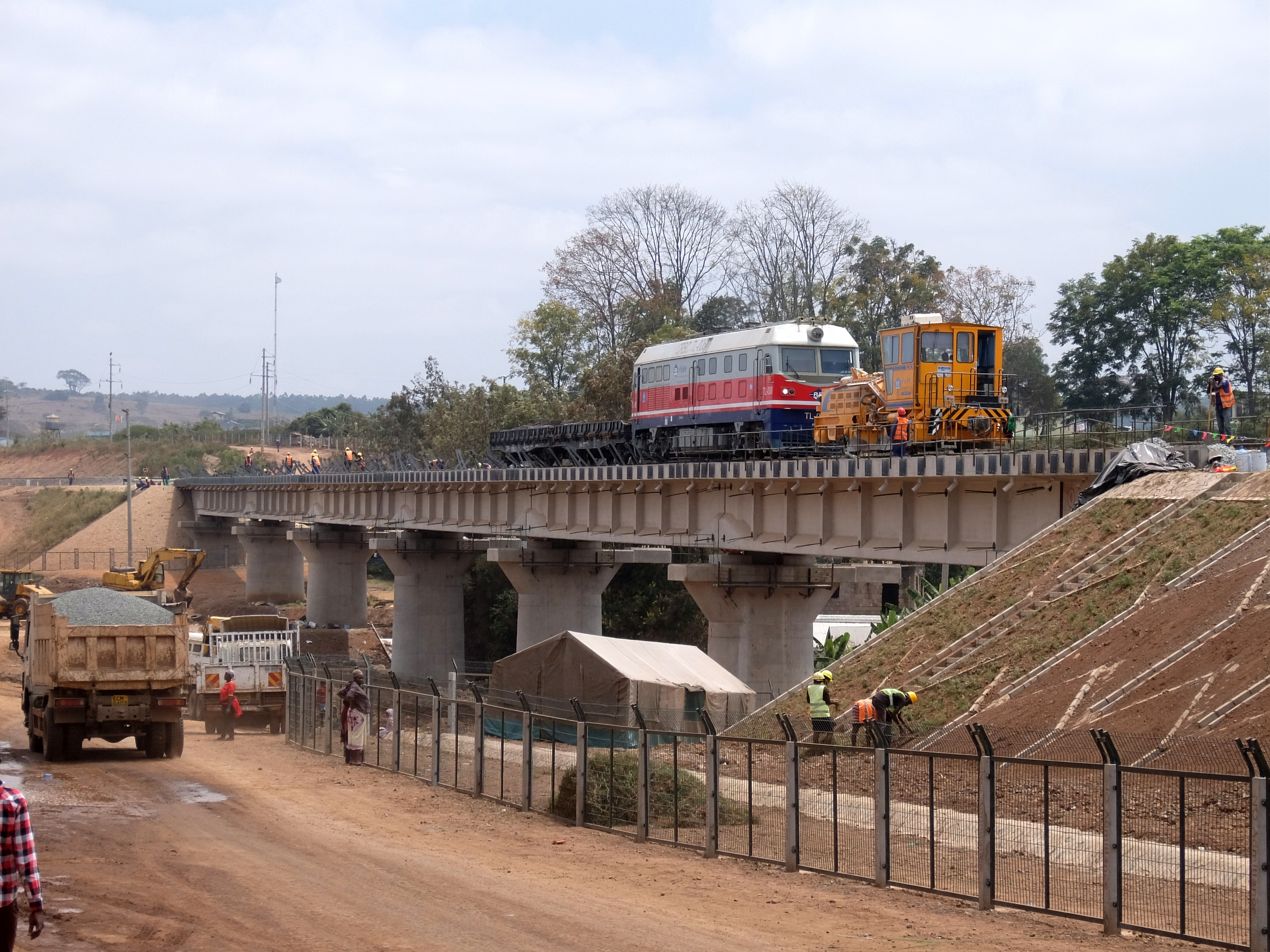
Stavba mostu nad silnicí do Ngongu
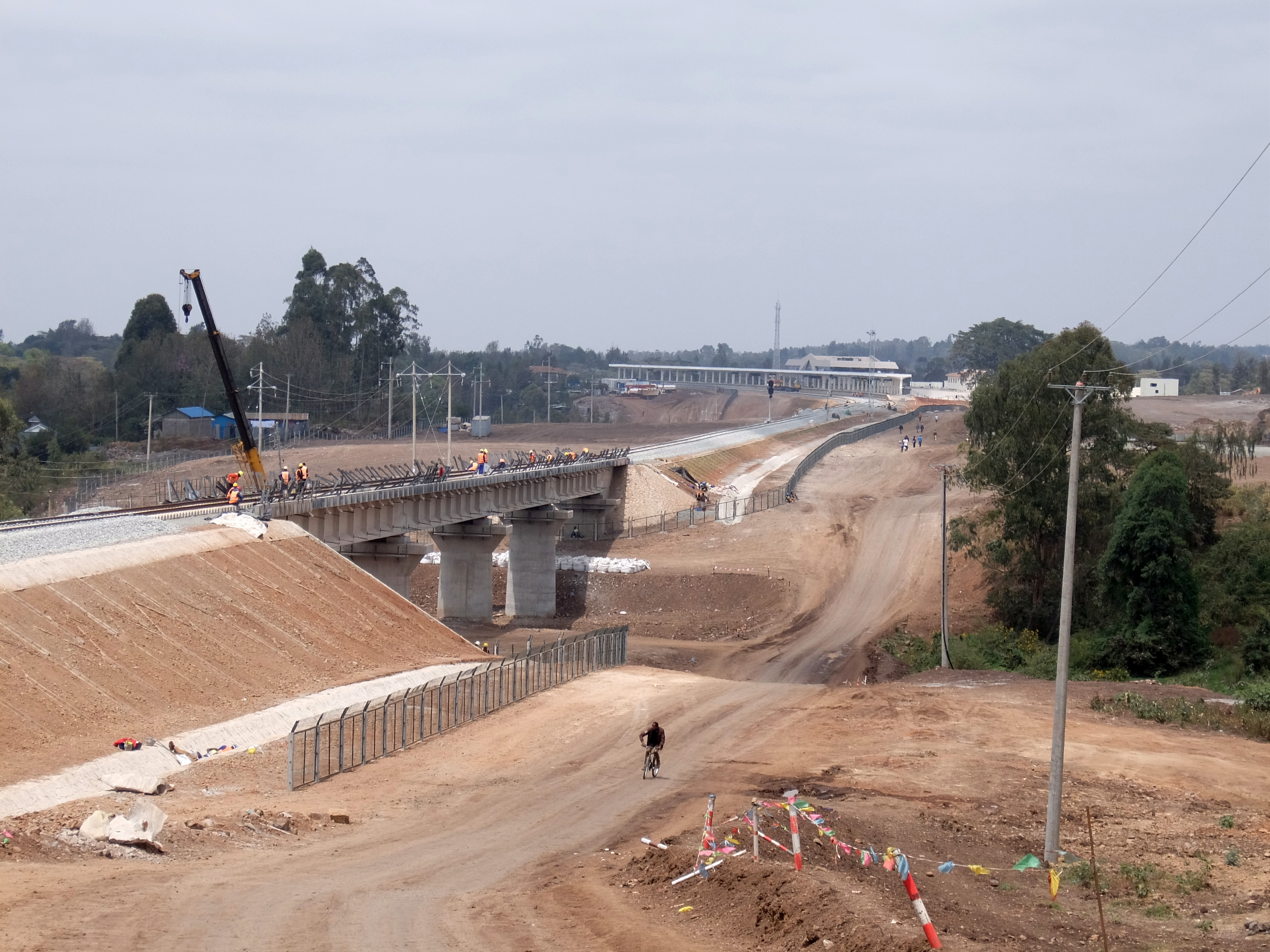
Výstavba železnice poblíž Ngongu
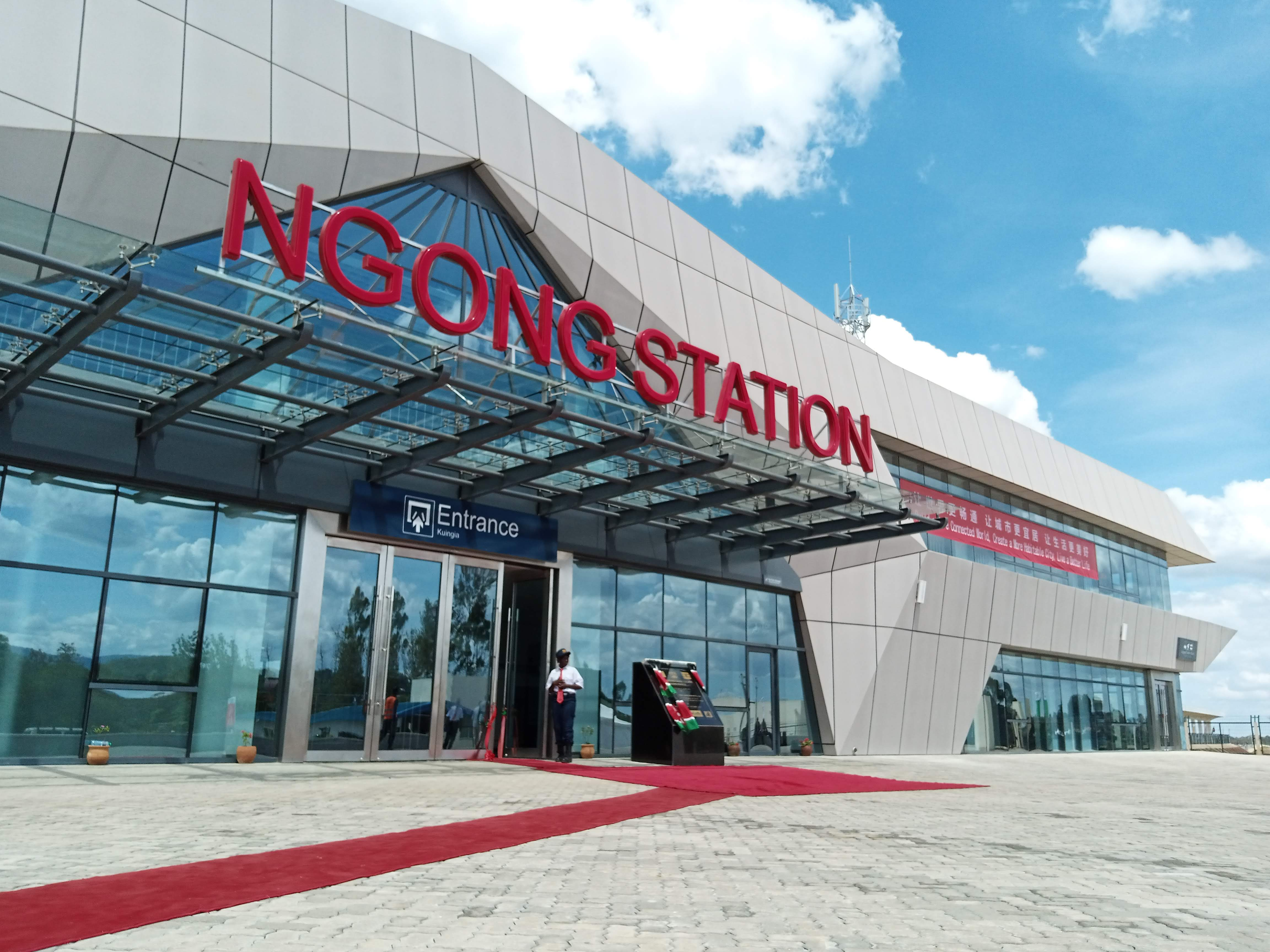
Hlavní vstup do nádražní budovy v Ngongu v den slavnostního otevření